# Beringius stimpsoni
Beringius stimpsoni är en snäckart som först beskrevs av Gould 1860.  Beringius stimpsoni ingår i släktet Beringius och familjen valthornssnäckor. Inga underarter finns listade i Catalogue of Life.